# Eklampsie
Die Eklampsie [ɛklamˈpsiː, auch: eklamˈpsiː] (von altgriechisch ἐκλάμπειν eklámpein, deutsch ‚hervorleuchten‘, ‚hervorstrahlen‘, hier im Sinne von ‚plötzlich auftreten‘) ist ein nur im Rahmen einer Schwangerschaft (vor allem in deren letztem Drittel) vorkommender Symptomenkomplex. Es handelt sich um eine plötzlich auftretende, schwere Erkrankung, die mit Krampfanfällen einhergeht. Weitere Symptome dieser Gestose (früher „Schwangerschaftsvergiftung“ genannt) sind ein hoher Blutdruck, Schwellungen (Ödeme), Nierenschädigung und Eiweißverlust. Die Eklampsie kann auch kurz nach der Geburt oder im Wochenbett auftreten. Die Vorstufe wird als Präeklampsie bezeichnet.

## Vorkommen
Betroffen ist etwa eine von 2000 bis 3500 Schwangeren. 80 % aller Eklampsiefälle betreffen Erstgebärende. Bei Mehrlingsschwangerschaften ist sie sechsmal häufiger als bei Einlingsschwangerschaften. Auch Diabetes während der Schwangerschaft und vor allem Adipositas sind weitere Risikofaktoren für eine Präeklampsie und/oder Eklampsie.
Diagnose bei Krankenhauspatientinnen in Deutschland: Jahre, entlassene Patientinnen
| Hauptdiagnose ICD-10 | 2005 | 2006 | 2007 | 2008 | 2009 | 2010 | 2011 | 2012 | 2013 | 2014 | 2015 | 2016 | 2017 | 2018 | 2019 | 2020 | 2021 | 2022 | 2023 |  |
| O15 Eklampsie        | 340  | 346  | 353  | 369  | 394  | 353  | 303  | 308  | 272  | 276  | 280  | 289  | 294  | 302  | 290  | 232  | 271  | 235  | 251  |  |

## Symptome
Gewöhnlich tritt die Eklampsie nicht ohne entsprechende Vorgeschichte auf. Die Patientinnen haben meist zuvor eine Präeklampsie, die durch Wassereinlagerungen (Ödeme), Eiweißausscheidung im Harn (Proteinurie) und Bluthochdruck (arterielle Hypertonie) gekennzeichnet ist.
Vor diesem Hintergrund kommt es bei der Eklampsie zum Auftreten von tonisch-klonischen Krämpfen mit oder ohne Bewusstseinsverlust (postpartal 44 %, antepartal 38 %, intrapartal 18 %). Vorboten eines solchen Anfalls können ein rascher Blutdruckanstieg mit starken (meist frontalen) Kopfschmerzen, Flimmern vor den Augen,  neblig doppeltes oder verschwommenes Sehen, neurologische Beschwerden: Verwirrtheit, eventuell Blindheit, Koma, fokale motorische Defizite, Leber- und Nierenversagen und  Übelkeit und Erbrechen sein.

## Pathogenese
- vasoaktive, α-adrenerge Substanzen führen zu Gefäßspasmen
- Fibrinthromben
- Leberzellnekrosen
- mütterliche Letalität: 3–5 %; kindliche Letalität: 30–50 %

## Überwachung des Fetus
- Bestimmung von Östriol, HPL, SP 1
- Ultraschall-Fetometrie (Wachstumsretardierung!)
- Kardiotokographie: Nonstress- bzw. Belastungs-CTG

## Komplikationen
Eine Eklampsie erfordert eine intensivmedizinische Überwachung der Patientin. Es kann zu Komplikationen wie akutem Nierenversagen, Hirnödem, Thrombosen, Netzhautschäden, Blutungen und Plazentainsuffizienz mit Gefährdung des Kindes kommen.

## Risiken
Nierenversagen, intraabdominelle oder intrakranielle Blutungen, akute Schwangerschaftsfettleber, Lungenödem, vorzeitige Plazentalösung, intrauterine Asphyxie, intrauteriner Fruchttod.

## Therapie
Eine konservative Behandlung der Eklampsie beschrieb 1897 Vasilij Vasilevič Stroganov (1858–1938). Krampfanfälle werden heute mit Antikonvulsiva behandelt, z. B. Diazepam, Clonazepam oder Lorazepam. Intravenös verabreichtes Magnesium wirkt blutdrucksenkend und antikonvulsiv (krampflösend). Magnesium ist in der Wirksamkeit sowohl Diazepam als auch Phenytoin überlegen. Gefürchtete Nebenwirkung einer intravenösen Verabreichung von Magnesium ist der Atemstillstand. Er kündigt sich zumeist durch Ausfall der Muskeleigenreflexe an (Areflexie); zur Früherkennung dieser Komplikation empfiehlt sich daher die Überprüfung des Patellarsehnenreflexes, der stets gut auslösbar sein soll. Deshalb sollte Magnesium nur sehr langsam intravenös injiziert werden.
Gegebenenfalls muss die Schwangerschaft vorzeitig durch Einleitung der Geburt bzw. Kaiserschnitt beendet werden, damit sich die Stoffwechsellage der Mutter bessert.

## Allgemeine Maßnahmen
- Monitoring der Patientin (Herzfrequenz, Atemfrequenz), stabile Seitenlage, Freihaltung der Atemwege, O2-Gabe, venösen Zugang setzen. Abschirmung gegen äußere Reize, Bilanzierung der Flüssigkeitszufuhr. CTG-Kontrollen des Kindes (siehe oben)
- Anfallsbehandlung, Prophylaxe: Antikonvulsive Medikamente, Diazepam 10 mg i.v. über 2 Min.
- antikonvulsive Therapie: Magnesiumsulfat (Cave Überdosierung: kontinuierliche Überwachung von Herz- und Atemfrequenz der Patientin, Überprüfung des Patellarsehnenreflexes, bei Überdosierungserscheinungen: 1 g Kalziumgluconat)
- antihypertensive Therapie: siehe Präeklampsie. (ständige RR-Kontrollen! Augenhintergrund!)
- Flüssigkeitshaushalt (Bilanz, adäquater Flüssigkeitsersatz: 80 ml/kg/h oder: Menge der Harnausscheidung der letzten Stunde plus 30 ml)
- Behandlung eines akuten Nierenversagen: Diuretika und Humanalbumin nach ZVD-Kontrolle
- Low-dose-Heparinisierung

## Vorbeugung
Schwangere sollten regelmäßig Vorsorgeuntersuchungen wahrnehmen, die sowohl von einem Gynäkologen als auch teilweise von einer Hebamme übernommen werden können. Im Falle von Auffälligkeiten ist eine ärztliche Vorstellung unumgänglich. So lassen sich Vorstufen einer Eklampsie in aller Regel frühzeitig erkennen und gegebenenfalls mit Medikamenten behandeln. Dank einer einfachen Blutanalyse lässt sich das Verhältnis zwischen sFlt-1/PlGF (soluble fms-like tyrosine kinase-1/placental growth factor) bestimmen, wodurch die Vorstufe der Eklampsie frühzeitig erkannt werden kann.

## Differentialdiagnose
- Für die Differentialdiagnose kommen Epilepsie, Tetanie, Urämie, Coma diabeticum und Apoplexie in Betracht.